# Manufacturing Execution System
Manufacturing Execution System (MES, pol. system zarządzania produkcją) – system komunikacji i informowania obszaru produkcji.
Systemy klasy MES wykorzystując technologie informatyczne, oprogramowanie, urządzenia elektroniczne i elementy automatyki, umożliwiają efektywne zbieranie informacji w czasie rzeczywistym wprost ze stanowisk produkcyjnych i ich transfer na obszar biznesowy. Informacje o realizacji produkcji mogą być pobierane bezpośrednio z maszyn oraz przy udziale pracowników bezpośrednio-produkcyjnych.
Dzięki funkcjonalności systemu można uzyskać natychmiastowy sygnał zwrotny o stopniu wykonania produkcji, podejmować na bieżąco właściwe decyzje i reagować na bieżąco na nieprawidłowości pojawiające się w czasie procesu produkcyjnego. Pozyskane dane z procesu produkcyjnego pozwalają na analizę kluczowych wskaźników efektywności na produkcji i uzyskanie prawdziwego obrazu wykorzystania zdolności produkcyjnych.

## Typowe funkcje systemów klasy MES
- śledzenie i wizualizacja produkcji w toku w czasie rzeczywistym,
- śledzenie rzeczywistego czasu i wydajności pracy maszyn i ludzi,
- śledzenie przestojów planowanych i przestojów nieplanowanych i ludzi,
- rejestracja przyczyn przestojów nieplanowanych,
- rejestracja przyczyn przestojów planowanych,
- planowanie wykonania zleceń produkcyjnych i kontrola wykonania na poziomie operacyjnym,
- prognoza czasu realizacji zlecenia produkcyjnego na podstawie rzeczywistych wskaźników wydajności produkcji,
- aktualizacja stanów magazynów materiałów, półproduktów, produktów finalnych,
- zbieranie informacji o wadach i jakości produkowanych części,
- akwizycja danych z procesu technologicznego,
- możliwość wymiany danych ze sterownikami i systemami wizualizacji,
- natychmiastowe powiadamianie o zatrzymaniach występujących w czasie produkcji,
- generowanie automatycznych raportów, szczegółowa analiza zgromadzonych informacji,
- podsumowania i rozliczenia kosztów pośrednich i kosztów bezpośrednich produkcji,
- możliwość wprowadzania danych automatycznie (maszyna), jak i ręcznie (człowiek),
- śledzenie przepływu wyrobów, genealogia produkcji,
- harmonogramowanie przeglądów i remontów,
- opcjonalnie wymiana danych z systemami klasy MRP/ERP na poziomie „wertykalnym”,
- opcjonalnie współpraca z systemami klasy CMMS na poziomie „horyzontalnym”.

## Korzyści z wdrożenia systemu
- wzrost produktywności
- wzrost wskaźnika OEE
- skrócenie czasu cyklu produkcyjnego
- obniżenie kosztów produkcji
- poprawa wizualizacji produkcji w toku
- skrócenie przestojów nieplanowanych, jak i przestojów planowanych
- poprawa jakości produkcji
- zwiększenie stopnia wykorzystania zdolności produkcyjnych